# SZM–92 Finyiszt
Az SZM–92 Finyiszt (oroszul: СМ–92 Финист, a finyiszt a keleti szláv mitológiában szereplő fénylő sólyom) az orosz Tyehnoavia cég egymotoros, többcélú könnyű repülőgépe, melyet a Szmolenszki Repülőgépgyár (SzmaAZ) gyárt. 1993-ban repült először. A gép rendvédelmi szervek (pl. határőrség) részére kifejlesztett speciális változata is ismert. Légcsavaros gázturbinával felszerelt változatai az SZM–92T Turbo Finyiszt és az SMG–92 Turbo Finist. A gépbe a kissé idős, de jól bevált és megbízható, más típusokon széles körben alkalmazott Vegyenyejev M–14P csillagmotort építették.

## Szerkezeti kialakítása és műszaki jellemzői
Az SZM–92 hagyományos felépítésű, felsőszárnyas elrendezésű könnyű repülőgép, mely 6–7 fő, vagy 600 kg teher szállítására alkalmas. A 360 LE maximális teljesítményű Vegyenyejev M–14P típusú, kilenchengeres léghűtéses csillagmotor a gép orr-részében kapott helyet. A motor egy háromtollú, változtatható állásszögű MTV–9 típusú fém légcsavart hajt. A motorteret a kabintól acéllemezből készült tűzfal választja el. a motortérben kaptak helyet a motor kisegítő rendszerei mellett az akkumulátor és a kenőolaj tartálya is.

## Típusváltozatok
- SZM–92 – alapváltozat
- SZM–92P – Az orosz Szövetségi Határőr Szolgálat részére kifejlesztett változat. Öt példányt készítettek ebből a változatból.
- SZM–92T Turbo Finyiszt – cseh walter M601F légcsavaros gázturbinával felszerelt változat
- SMG–92 Turbo Finist – A szlovák Aerotech Slovakia által gyártott, Walter M601D2 légcsavaros gázturbinával ellátott változat.
- Z–400 – a cseh ZLIN Aircraft által továbbfejlesztett könnyű utasszállító változat, melybe egy kanadai Orenda OE600A dugattyús motort építettek. 2002. május 23-án repült először. Csak egy prototípus készült belőle.